# Danger Signal
Pour plus de détails, voir Fiche technique et Distribution.
Danger Signal est un film noir américain réalisé par Robert Florey, sorti en 1945.

## Synopsis
Ronnie Mason est un séducteur psychopathe qui séduit des femmes riches pour ensuite les assassiner et les détrousser. Sa dernière victime est une femme mariée qu'il a tuée et dont il a maquillé le meurtre en suicide. Il a également volé sa bague de fiançailles et tout son argent. Son époux, Thomas Turner, pense qu'il s'agit d'un crime mais la police conclut qu'elle s'est donnée la mort, après avoir retrouvé une lettre d'adieu près de son cadavre.
Pendant ce temps, Ronnie cherche une nouvelle victime. Il arrive en Californie et change d'identité. Il se fait passer pour un ancien soldat, nommé Marsh, et trouve une chambre chez une femme, Mrs. Fenchurch. Très vite, il séduit sa fille sténographe, Hilda, qui tombe follement amoureuse de lui. Jusqu'à l'arrivée d'Anne, sa sœur qui n'est d'autre qu'une riche héritière. Une bien meilleure proie pour Ronnie...

## Fiche technique
- Titre original et français : Danger Signal
- Réalisation : Robert Florey
- Scénario : C. Graham Baker et Adele Comandini, d'après le roman éponyme de Phyllis Bottome
- Montage : Frank Magee
- Musique : Adolph Deutsch
- Photographie : James Wong Howe
- Société de production et de distribution : Warner Bros. Pictures
- Pays d'origine : États-Unis
- Langue originale : anglais
- Format : noir et blanc - 35 mm - 1,37:1 - Son : Mono
- Genre : film noir
- Durée : 78 minutes
- Dates de sortie : 
  - États-Unis : 14 novembre 1945

## Distribution
- Faye Emerson : Hilda Fenchurch
- Zachary Scott : Ronnie Mason
- Richard Erdman : Bunkie Taylor (crédité Dick Erdman)
- Rosemary DeCamp : Dr Jane Silla
- Bruce Bennett : Dr Andrew Lang
- Mona Freeman : Anne Fenchurch
- John Ridgely : Thomas Turner
- Mary Servoss : Mme Fenchurch
- Joyce Compton : Kate
- Virginia Sale : Mme Crockett